# Монгуш, Кара-кыс Шугдур-ооловна
Кара-кыс Шугдур-ооловна Монгуш (3 мая 1942, Чадан — 2 апреля 2023) — ветеран музейного дела Тувы, заслуженный работник культуры Республики Тыва (2004).

## Биография
Родилась 3 мая 1942 года в Чадане Дзун-Хемчикского района Тувинской Народной Республики. В 1961 году, окончив школу села Хандагайты Овюрского района, устроилась работать воспитателем в детском саду. С 1963 по 1968 год обучалась в Кызылском государственном институте на биолого-химическом факультете. В 1969 году была принята на работу в отдел природы Тувинского музея, и работает по сей день.
Умерла 2 апреля 2023 года после непродолжительной болезни в возрасте 80 лет.

## Деятельность
Она, как способный деятель, ведет активную работу в реализации задач разных направлений музейной работы, преуспевает в комплектовании естественнонаучными материалами фондов музея. Неоднократно повышала свои знания на курсах по музееведению, углубив содержание предмета на научно-экспозиционной и экспедиционной основе. Ею собрано множество природных коллекций, некоторые из которых сегодня стали эталонными (гербарии растений) и предметы тувинских ювелиров, собранные на территории Овюрского района (1973). При её участии оформлены уголки природы в школьных музеях Шагонарской школы № 1, Аксы-Барлыкской, Дон-Терезинской, Моренской, Хандагайтинской, Мугур-Аксинской. К. Ш. Монгуш — опытный методист по музейной педагогике. Под её руководством организованы семинары по музейной работе, интересные и увлекательные выставки: «Мир Убсунурской котловины», «Эти удивительные камни», «Пернатые друзья», «Самоцветы», «Цветы-зеркало природы», «Пушнина — мягкое золото Тувы» и др. Созданные экспозиции, основанные строго на научной основе и оформленные на высоком художественном уровне всегда пользовались интересом, спросом и привлекали посетителей. Она является соавтором первой хрестоматии по изучению охраны окружающей среды для 3-4 классов тувинских школ совместно с учителями гимназии № 5 г. Кызыла. Она активно принимала участие в общественной жизни музея, на протяжении 15 лет была активистом и председателем его профсоюзной организации, продолжала выступать с лекциями перед школьной и студенческой аудиторией по курсам учебных предметов по биологии и экологии. К. Ш. Монгуш внесла огромный вклад в подготовку издания 2-й части «Красной книги Республики Тыва (животные)».

## Награды и звания
- Почётная грамота Президента Республики Тыва (1999)
- Заслуженный работник культуры Республики Тыва (2004)
- Юбилейная медаль в честь 100-летия образования Тувинской Народной Республики (2021)[4]
- Почётная грамота Министерства образования Республики Тыва
- Почётная грамота Госкомитета Республики Тыва по охране окружающей среды
- Почётная грамота Управления природных ресурсов РФ по Республики Тыва
- Почётная грамота Центра детско-юношеского туризма Республики Тыва
- Почётная грамота Регионального отделения Академии проблем безопасности обороны и правопорядка РФ в Республике Тыва